# Chris Murphy
Christopher Scott Murphy (White Plains, Estados Unidos, 3 de agosto de 1973) es un político estadounidense afiliado al Partido Demócrata. Desde 2012 representa al estado de Connecticut en el Senado de Estados Unidos. Desde 2007 hasta 2013 fue miembro de la Cámara de Representantes por el 5.º distrito congresional de Connecticut.